# Arif Kurd
Šejh mesnevihân Arif ef. Kurd (poznat i kao šejh Arif-baba Sidki), bosanskohercegovački je teolog turskog podrijetla, šejh nakšibendijskog tarikata.

## Životopis
Arif Kurd je bio rodom iz Diyarbakıra, grada na jugu Turske. U Fojnicu je došao u drugoj polovini 19. stoljeća, gdje bio imenovan muderrisom (profesorom) fojničke medrese. Tu se susreo i upoznao sa šejhom Muhamedom Mejlijom, koji je u to vrijeme bio šejh tekije u Vukeljićima. Arif Kurd postaje njegov derviš i vekil u fojničkoj tekiji. Poslije smrti šejha Muhameda Melije 1854. godine, Arif Kurd s njegovom dozvolom nastavlja da djeluje i kao šejh tekije u Fojnici, koja je zapaljena 1945 godine. 
Arif Kurd je odigrao vodeću ulogu u očuvanju nakšibendijskog tarikata u Bosni i Hercegovini. Kao dokaz tome, navodi se da je Arif Kurd predao ovlaštenja za šejha (hilafetname) ne samo šejhu Hasanu ef. Hadžimejliću, sinu šejha Muhameda Mejlije nego i Nešati Ali ef. Huzbašiću, koji je postao šejh tekije u Fojnici i Osmanu Nuri ef. Begeti koji je osnovao Tekiju u Seonici pokraj Konjica. 
Važno je napomenuti da je Arif Kurd neko vrijeme nadgledao rad tekije u Vukeljićima, jer stariji brat šejh Hasana Hadžimejlića zvani derviš Husein nije imao ovlaštenje da bude šejh, nego se čekalo da Hasan Hadžimejelić stekne punoljetstvo i da preuzme vođstvo tekije. To se desilo krajem 19. stoljeća.
Za vrijeme svog 20-godišnjeg boravka u Fojnici, Arif Kurd je osnovao obitelj. Oženio se djevojkom iz porodice Salihagić i kada je odlazio u Tursku sa sobom je poveo samo najstarijeg sina Arifa. Ostala djeca su ostala u Fojnici čiji potomci i danas žive u Fojnici, pod prezimenom Muderizović. U vremenu od 1854. do 1868. godine Arif ef. Kurd je djelujući u fojničkoj tekiji, radio mnogo na propagiranju nakšibendijskog tarikata. 
U to vrijeme je bio veoma poznat po svom znanju i nesebičnom zalaganju te su ga zbog toga pozvali u Sarajevo da nastavi sa svojim radom u Skender-pašinoj tekiji, koja je tada važila za nakšibendijsko središte u Bosni i Hercegovini. Istovremeno je radio i kao muderis Misrine medrese na Atmejdanu u Sarajevu, te predavao i tumačio Mesneviju.
Pokopan je u dvorištu tekije Muradije u Istanbulu gdje je i sam šejh Husein ef. Zukić našao svog šejha i odakle nastaje silsila svih danas autohtonih nakšibendijskih ogranaka u Bosni i Hercegovini.

## Vanjske poveznice
- Od istoka do zapada